# NIN (клинопись)

Клинописный знак NIN

NIN (аккадское произношение: EREŠ) — шумерское слово, обозначавшее царицу или жрицу, часто переводится как «госпожа».
Составная форма NIN.DINGIR (аккадск. entu) обозначало жрицу.
Знак NIN входит в состав имён многих богинь, например, DNIN.GAL «великая госпожа», DÉ.NIN.GAL «госпожа великого храма» или DEREŠ.KI.GAL, DNIN.TI.
Знак NIN в архаической клинописи записывается как MUNUS.TÚG 𒊩𒌆, с другой стороны в аккадский клинописи слог nin oзаписывается как MUNUS.KA 𒊩𒅗. MUNUS.KU = NIN9 𒊩𒆪 переводится как «сестра».
По всей видимости изначально слово имело тот же род, что и слово «дитя». Другим предположением является то, что слово изначально представляло из себя лигатуру «женщина-правитель» и имело указание на род. В шумеро-аккадских «словарях» сохранилось толко значение «госпожа, владычица», но в живом шумерском языке слово широко использовалось в значении «сестра», причем специальный клинописный знак для значения «сестра» не употреблялся, а использовался именно знак NIN.

Клинописный знак MUNUS («женщина»)
Клинописный знак TÚG (силлабограмма ku)